# سيسيل باترسون
سيسيل باترسون (بالإنجليزية: Cecil Patterson)‏ هو قسيس نيجيري، ولد في 9 يناير 1908 في County of London ‏ في المملكة المتحدة، وتوفي في 11 أبريل 1992.